# Catherine Certitude
Catherine Certitude est un roman illustré pour la jeunesse de Patrick Modiano (textes) et Sempé (illustrations), paru en septembre 1988 dans la revue Je bouquine, puis le 21 octobre 1988 aux éditions Gallimard.

## Historique
Les auteurs trouvent le point de départ de ce récit dans une tentative de poétiser le rapport aux lunettes et de consoler les enfants qui se plaignent d'en porter.

## Résumé
Catherine Certitude se remémore son enfance à Paris, des moments qu'elle y a passés avec son père, qui portait des lunettes tout comme elle. Elle se souvient des discussions qu'elle avait, petite, avec son père sur le sujet, et aussi que son père était séparée de sa mère qui poursuivait une carrière de danseuse à New York.

## Éditions
- Catherine Certitude, textes de Patrick Modiano et dessins de Sempé, Bayard Presse, Je bouquine, no 55, septembre 1988.
- Catherine Certitude, dessins de Sempé, éditions Gallimard, coll. « Jeunesse », 1988  (ISBN 2-07-056423-1)
- Catherine Certitude, dessins de Sempé, éditions Gallimard, coll. « Folio junior », no , 1990  (ISBN 2-07-033600-X)
- Catherine Certitude, dessins de Sempé, éditions Gallimard, coll. « Folio », no , 2005  (ISBN 2-07-030731-X)